# 小行星2926
小行星2926（2926 Caldeira）是一颗绕太阳运转的小行星，为主小行星带小行星。该小行星于1980年5月22日发现。
該小行星以巴西天文學家J·F·C·卡爾代拉（J.F.C. Caldeira）命名。

## 轨道参数
小行星2926的轨道半长轴为2.2741563 UA，离心率为0.119。